# Liste der spanischen Vizekönige von Valencia
Im Königreich Valencia wurden die Könige in der Zeit  von 1520 bis zu Beginn des 18. Jahrhunderts durch Vizekönige repräsentiert.

## Habsburgische Vizekönige
- 1520 Diego Hurtado de Mendoza, Graf von Mélito
- 1523 Germaine von Foix
- 1526 Germaine von Foix und Ferdinand von Aragón, Herzog von Kalabrien, ihr 3. Ehemann
- 1537 Ferdinand von Aragón, Herzog von Kalabrien
- 1550 Lorenzo de Villarrasa (Interim) (1. Mal)
- 1553 Bernardino de Cárdenas y Pacheco, Herzog von Maqueda
- 1558 Alfonso de Aragón, Herzog von Segorbe
- 1563 Lorenzo de Villarrasa (2. Mal)
- 1566 Antonio Alfonso Pimentel de Herrera, Graf von Benavente
- 1572 Íñigo López de Hurtado de Mendoza, Markgraf von Mondéjar
- 1575 Vespasiano Gonzaga y Colonna, Fürst von Sabbioneta
- 1578 Pedro Manrique de Lara, Herzog von Nájera (Haus Manrique de Lara)
- 1580 Francisco de Moncada y Folc de Cardona, Markgraf von Aytona
- 1595 Francisco Gómez de Sandoval y Rojas, Markgraf von Denia
- 1598 Juan Alfonso Pimentel de Herrera, Graf von Benavente
- 1602 Juan de Ribera, Erzbischof von Valencia
- 1604 Juan de Sandoval y Rojas, Markgraf von Villamizar
- 1606 Luis Carrillo de Toledo, Markgraf von Caracena
- 1615 Gomez Suarez de Figueroa y Córdoba, Herzog von Feria
- 1618 Antonio Pimentel y Toledo, Markgraf von Tavara
- 1622 Enrique de Ávila y Guzmán, Markgraf von Povar
- 1627 Luis Ferrer de Cardona (Interim)
- 1628 Luis Fajardo Requesens y Zúñiga, Markgraf von Los Vélez
- 1631 Pedro Fajardo Requesens y Zúñiga, Markgraf von Los Vélez
- 1635 Fernando de Borja y de Aragón, Principe di Squillace
- 1640 Federico Colonna, Fürst von Butera
- 1641 Antonio Juan Luis de la Cerda, Herzog von Medinaceli
- 1642 Francisco de Borja, Herzog von Gandía
- 1642 Rodrigo Ponce de León, Herzog von Arcos
- 1645 Duarte Fernández Álvarez de Toledo, Graf von Oropesa
- 1650 Pedro de Urbina y Montoya, Erzbischof von Valencia
- 1652 Luis Guillem de Moncada, Herzog von Montalto
- 1659 Manuel Pérez de los Cobos, Markgraf von Camarasa
- 1663 Vicente de Gonzaga y Doria
- 1663 Basilio de Castelví y Ponce (Interim)
- 1664 Antonio Pedro Álvarez Osorio, Markgraf von Astorga
- 1666 Gaspar Felipe de Guzmán y Mejía, Markgraf von Leganés
- 1667 Diego Felipe de Guzmán, Markgraf von Leganés
- 1669 Vespasiano Manrique de Lara Gonzaga, Graf von Paredes
- 1675 Francisco Idiáquez Butrón, Herzog von Ciudad Real
- 1678 Juan Tomás de Rocabertí, Erzbischof von Valencia (1. Mal)
- 1679 Pedro Manuel Colón de Portugal, Herzog von Veragua
- 1680 Rodrigo Manuel Fernández Manrique de Lara, Graf von Aguilar de Campoo
- 1683 Juan Tomás de Rocabertí (2. Mal)
- 1683 Pedro José de Silva, Graf von Cifuentes
- 1688 Luis de Moscoso y de Osorio, Graf von Altamira
- 1691 Carlos Homo Dei Moura y Pacheco, Markgraf von Castel Rodrigo
- 1696 Alfonso Pérez de Guzmán
- 1700 Antonio Domingo de Mendoza Caamaño y Sotomayor, Markgraf von Villagarcía

## VonPhilipp V.ernannte Vizekönige
- 1705 Joaquín Ponce de León
- 1706 Graf von Las Torres
- 1707 Luis Belluga Moncada, Bischof von Cartagena

## VonErzherzog Karlernannte Vizekönige
- 1705 Juan Bautista Basset y Ramos
- 1706 Sancho Ruiz de Lihory, Graf Cardona
- 1706 Diego Hurtado de Mendoza y Sandoval, Graf von La Corzana